# Найфоновы
Найфо́новы (осет. Найфонтæ) — дигорская фамилия, которая происходит от осетинского привилегированного рода Гагуата.

## Антропонимика
Из осетинского найфон — ‘принадлежащий роду, общине, родственному клану; младший из родни; родной, родственный, связанный родственными узами’.

## Происхождение
По стойкой устной традиции, предок Найфоновых был сыном Гагуа. Как звали первых детей Найфона — никто не помнит. Известно лишь, что в 1860 г. во Владикавказском военном гарнизоне служили Касполат, Хамурза, Алимарза, Махамат, Амурхан и Хадахцико Найфоновы.
Найфон долгое время жил в селении Донифарс, но потом с семьей переселился в Гулар, а оттуда в Дзинагу. В Дзинаге Найфоновы прожили много лет, за это время фамилия разрослась. Когда появилась возможность спуститься с гор, некоторая часть Найфоновых перебралась в равнинные села, а часть осталась в Дзинаге, но и они в 1930-е годы переселились в сёла Сурх-Дигора и Дигора (с. Христиановское).
Также известна другая версия, согласно ей Найфоновы переселились в Гулар из Алагирского ущелья. Но по какой причине они покинули свои места, никто не знает.

## Генеалогия
Фамилия Найфоновых интересна тем, что разделяется на две ветви — носители одной из них именуются Асеевыми, а другой — Майрамсаовыми. Но ни то, ни другое имя (Асе, Майрамсау) в родословной этих фамилий не встречается.
Арвадалта
Етдзаевы, Золоевы, Сабеевы, Хаймановы.
Генетическая генеалогия
203103 (FTDNA) | id:YF064892 (YFull) — Naifonov Timur — G2a1a1a1a1a1a1a1a1a2a (FGC3787 > FT105929)

## Известные представители
- Авдан Тазретович Найфонов ― директор Фонда микрофинансирования малых и средних предприятий РСО-Алания.[4]
- Артур Эдикович Найфонов (1997) — трёхкратный чемпион Европы по вольной борьбе, заслуженный мастер спорта России (2021).
- Тазе Бабоевич Найфонов (1935—1994) — доктор технических наук, член-корреспондент Российской академии естественных наук.